# Стариградско поле
Стариградското поле (на хърватски: Starogradsko polje) е равнина, разположена на хърватския остров Хвар в близост до Стари град.
Създаден е от елинските колонисти през IV в. пр.н.е. и се използва до днес. На практика представлява най-добре запазеният кадастър в Средиземноморието затова е обявен първоначално за защитен археологически обект през 1993 г., а през 2008 г. вече е включен в Списъка на световното културно и природно наследство на ЮНЕСКО.

## Общи сведения
Това е най-плодородната долина измежду всички на адриатическите острови. Намира се в централната част на Хвар между Стари град и Върбоска, Сплитско-далматинска жупания. Стариградското поле има дължина около 6 км, ширина около 2 км и заема площ от 1376 ха. На север граничи с ниски хълмове, а на юг е ограничено от по-висока планинска верига.
Стариградското поле е съхранено в първоначалния си вид вече над 24 века. Запазени са каменните съоръжения и системата за събиране на дъждовна вода за напояване. Земята е била разпределена на отделни участъци разделени един от друг с каменни стени. Конструкциите са достигнали до наши дни в първоначалния си вид благодарение на грижата на много поколения земеделски стопани, които са продължили да поддържат системата. Любопитното е, че и до днес се отглеждат същите земеделски култури, предимно лозя и маслини.

## История
Според древногръцкия историк Диодор колонията на това място е основана от елини дошли от егейския остров Парос около 385/384 г. пр.н.е. Те наричат новото си селище Фарос (на гръцки: Φάρος). Както повечето елински градове и то има градски център асти (на гръцки: άστυ) и земеделска зона – хора (на гръцки: χωρα). При разделянето на обработваемата земя, всички колонисти получават право на еднакви по размери и качество парцели.
След завладяването на областта от римляните, селището е преименувано на Фариа (на лат. Pharia), а полето става известно като Ager Pharensis. Земята е разделена на още по-малки парцели и в околностите са построени множество римски вили.
Днес на Стариградското поле има регистрирани около 120 археологически обекта. Сред тях са кулата в Маслиновик в северната част на полето, останала от времето на първите колонисти, както и римската вила Купиновик. Запазени са също голям брой средновековни църквички и параклиси, най-известни от които са църквата Св. Козма и Дамян и Св. Елена от XV в.